# Stolitjna Obsjtina
Stolitjna Obsjtina (bulgariska: Cтолична Oбщина, Stolichna Obshtina) är en kommun i Bulgarien.   Den ligger i regionen Sofija-grad, i den västra delen av landet och är den enda kommunen i regionen. Huvudstaden Sofia ligger i Stolitjna Obsjtina. Antalet invånare är 1 318 791.
Stolitjna Obsjtina delas in i 24 stadsdistrikt (rajon):

- Rajon Bankja
  - Bankja
  - Ivanjane
  - Klisura
- Rajon Ilinden
- Rajon Iskăr
  - Busmantsi
- Rajon Izgrev
- Rajon Krasna Poljana
- Rajon Krasno Selo
- Rajon Kremikovtsi
  - Buchovo
  - Gorni Bogrov
  - Dolni Bogrov
  - Zjeljava
  - Jana
- Rajon Ljulin
- Rajon Lozenets
- Rajon Mladost
- Rajon Nadezjda
- Rajon Novi Iskăr
  - Balsja
  - Vojnegovtsi
  - Dobroslavtsi
  - Zjiten
  - Kubratovo
  - Kătina
  - Lokorsko
  - Mirovjane
  - Negovan
  - Novi Iskăr
  - Podgumer
  - Svetovratjene
  - Tjepintsi
- Rajon Oborisjte
- Rajon Ovtja Kupel
  - Malo Butjino
- Rajon Pantjarevo
  - Bistritsa
  - German
  - Dolni Pasarel
  - Zjeleznitsa
  - Kazitjene
  - Kokaljane
  - Krivina
  - Lozen
  - Pantjarevo
  - Plana
- Rajon Poduene
- Rajon Serdika
- Rajon Slatina
- Rajon Studentska
- Rajon Sredets
- Rajon Triaditsa
- Rajon Vitosja
  - Vladaja
  - Mărtjaevo
- Rajon Vrăbnitsa
  - Mramor
  - Volujak
- Rajon Văzrazjdane